# Rumänische Eishockeyliga 1949/50
Die Saison 1949/50 war die 20. Spielzeit der rumänischen Eishockeyliga, der höchsten rumänischen Eishockeyspielklasse. Meister wurde zum ersten Mal in der Vereinsgeschichte überhaupt RATA Târgu Mureș.

## Modus
In der Hauptrunde absolvierte jede der vier Mannschaften insgesamt drei Spiele. Der Erstplatzierte der Hauptrunde wurde Meister. Für einen Sieg erhielt jede Mannschaft zwei Punkte, bei einem Unentschieden gab es ein Punkt und bei einer Niederlage null Punkte.

## Hauptrunde

### Tabelle
|    | Klub                   | Sp | S | U | N | T  | GT | Punkte |
| -- | ---------------------- | -- | - | - | - | -- | -- | ------ |
| 1. | RATA Târgu Mureș       | 3  | 2 | 1 | 0 | 10 | 4  | 5      |
| 2. | Avântul Miercurea Ciuc | 3  | 2 | 1 | 0 | 12 | 6  | 5      |
| 3. | Petrolul Bukarest      | 3  | 1 | 0 | 2 | 7  | 5  | 2      |
| 4. | Steagul Roșu Brașov    | 3  | 0 | 0 | 3 | 1  | 15 | 0      |

Sp = Spiele, S = Siege, U = Unentschieden, N = Niederlagen